# 阿克爾 (天使)
阿克爾 (英語：Aker) 是於《希臘語以斯拉啟示錄》中被提及的一位天使，在此書中祂作為將在末世之日統治世界的九位天使之一被啟示給以斯拉。這九位被提及的天使是：米迦勒、加百列、烏列爾、拉斐爾、加布澤隆、阿克爾、亞發基唐諾、俾布羅斯和澤布倫。阿克爾並不被認為是一位天使長，且祂只被記載於非正典經書裡。神學家推測阿克爾也許相當於天使基爾 (Kyr)。